# سیپوهین
سیپوهین شهری در شهرستان باگاسی در استان باله در بورکینافاسوی جنوبی است و جمعیت آن ۷۶۹ نفر است.